# 皮埃蒙特自由镇
皮埃蒙特自由镇（義大利語：Villafranca Piemonte），是意大利皮埃蒙特大区都靈廣域市的一个市镇。总面积51平方公里，人口4871人，人口密度95.5人/平方公里（2009年）。ISTAT代码为001300。

## 友好城市
- 法國贝洛梅尔-盖乌维尔
- 阿根廷埃尔特雷沃尔（英语：El Trébol）
- 法國圣莫里斯-圣日耳曼